# Euro-Soap–Crack Meubelen

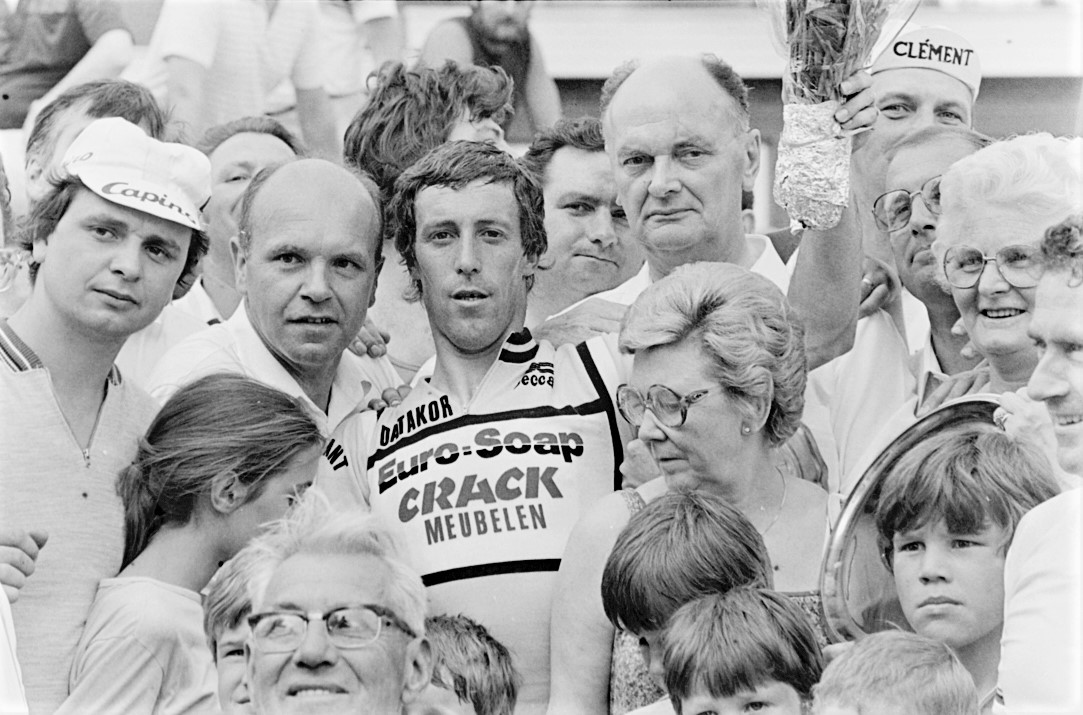
José Vanackere bei der Siegerehrung Gullegem Koerse 1985

Euro-Soap–Crack Meubelen oder Euro-Soap–Crack Meubelen–Euro-Zeep war ein belgisches Radsportteam, das von 1984 bis 1985 bestand.

## Geschichte
Das Team wurde 1984 von Christian Naessens gegründet. Im ersten Jahr konnte neben den Siegen weitere Platzierungen mit dem dritten Platz beim Grote Prijs Stad Vilvoorde, vierte Plätze beim Nationale Sluitingprijs, beim Grand Prix de Denain und beim Grand Prix de Wallonie sowie Platz 5 beim Kampioenschap van Vlaanderen erreicht werden. 1985 erwirkte das Team den dritten Platz bei Le Samyn, den vierten Platz beim Omloop van het Houtland, sechste Plätze beim GP Odiel Lambrechts und bei Dwars door Vlaanderen. Nach Ende der Saison 1985 löste sich das Team auf.
Hauptsponsor war der belgische Großhändler für Wartungs- und Pflegeprodukte Euro-Soap. Co-Sponsor war ein belgisches Möbelhaus aus Ypern.

## Erfolge
1984
- Brüssel–Ingooigem
- Gullegem Koerse
- Omloop van West-Brabant
- Circuit de la région linière

1985
- Kampioenschap van Vlaanderen
- Herinneringsprijs Dokter Tistaert–Prijs Groot-Zottegem
- Circuit de la région linière
- Brüssel–Ingooigem
- Grote Prijs Stad Vilvoorde
- Gullegem Koerse

## Bekannte Fahrer
- Ronny Vanmarcke (05.1984–1984)
- José Vanackere (06.1984–1985)
- Willy Teirlinck	(1984–1985)
- Marcel Laurens	(1984–1985)
- Freddy Maertens (05.1985–1985)
- Eddy Vanhaerens (1985)